# Atambua
Atambua ist ein Desa und der Hauptort des indonesischen Regierungsbezirk (Kabupaten) Belu. Er liegt in Westtimor, das zur Provinz Ost-Nusa-Tenggara gehört, nahe der Grenze zu Osttimor.

## Name
Der Name des Ortes leitet sich aus den Worten „atan“ (deutsch Sklave) und „buan“ (deutsch Hexe) der lokalen Sprache Tetum ab. Zusammen bedeutet er in etwa „Der Sklave der Dämonen“. Mit den Dämonen sollen die portugiesischen und niederländischen Kolonialherren gemeint sein, die hier früh die Herrschaft ausübten.

## Geographie

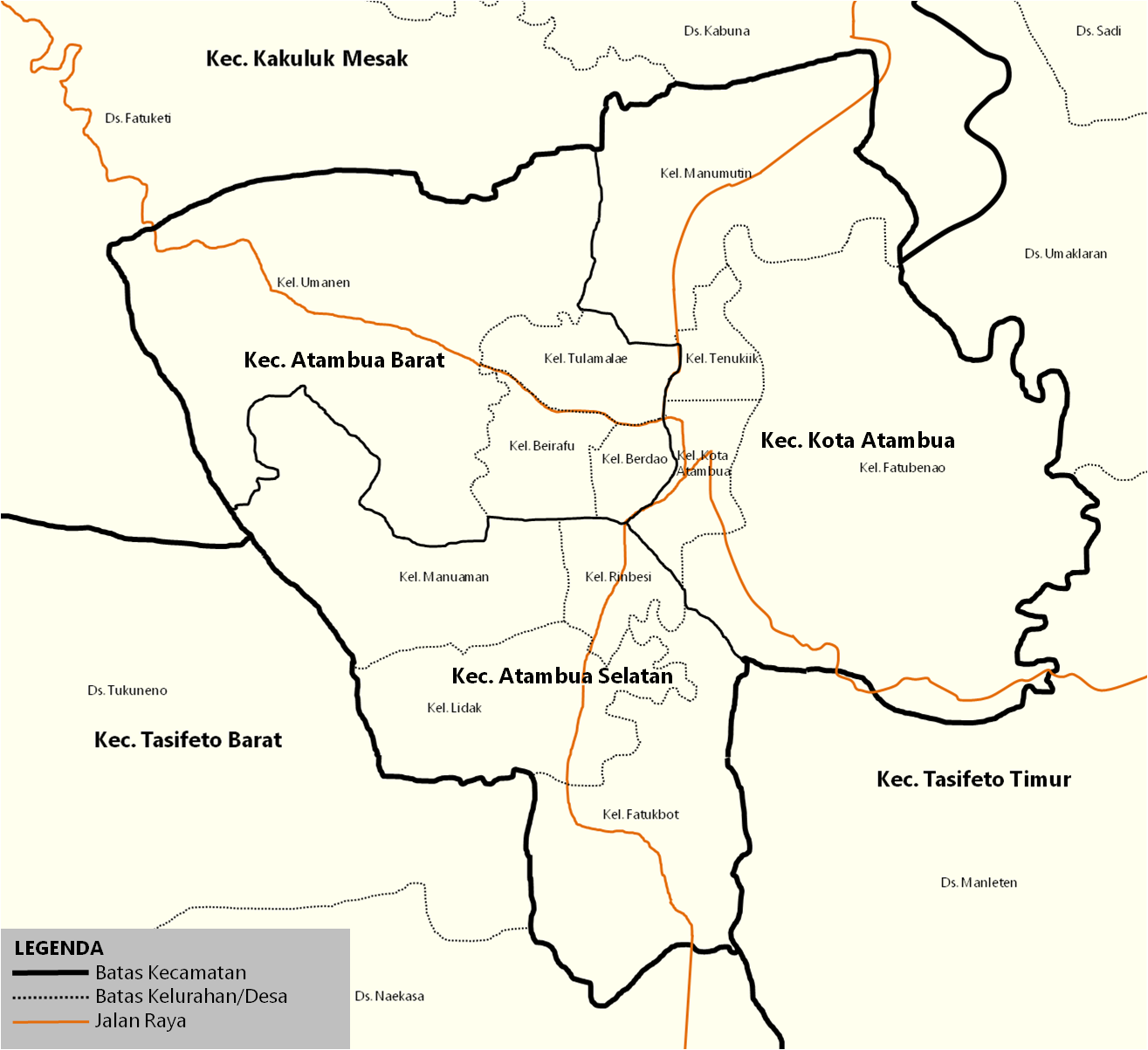
Karte der Distrikte West- und Südatambua und der Stadt Atambua

Die Stadt bildet einen Distrikt (Kecamatan) des Regierungsbezirks Belu. Der Distrikt wird unterteilt in die Desas Fatubenao (7.664 Einwohner 2010), Atambua (3.591), Manumutin (9.994) und Tenukiik (5.147).

## Einwohner
Der Distrikt Atambua hat 26.396 Einwohner (2010). Die Bevölkerung spricht zumeist Tetum als Muttersprache. Minderheiten verwenden Kemak, Bunak oder Uab Meto.
Atambua ist der Sitz des Bistums Atambua, das dem Erzbistum Kupang unterstellt ist. Bischof ist seit 2007 Dominikus Saku. Im Bistum, zu dem auch die Regierungsbezirke Nordzentraltimor und Malaka gehören, leben 493.044 Einwohner auf 5.177 km². 96,5 % davon sind Katholiken.

## Geschichte
Wart zunächst Atapupu der niederländische Verwaltungssitz für Belu, wurde er 1916 nach Atambua verlegt.
Die Japaner nutzten während der Besetzung Timors (1942–1945) Atambua zur Ausbildung pro-japanischer Milizen unter den Timoresen. Die Japaner nannten sie Heiho, die Portugiesen Colunas Negras. Nach der Invasion der Japaner siedelten zwei Gruppen von Timoresen von Portugiesisch-Timor in das niederländische Atambua über. Eine aus dem Reich Deribate im heutigen Hatulia, eine andere aus Fohorem.
Zwischen Dezember 1974 und Februar 1975 begann ein acht Mann starkes Team der indonesischen Spezialeinheit Kopassandha, unter Führung von Oberst Dading Kalbuadi, in Atambua die Vorbereitung für die Operation Flamboyan, mit der die bisher Kolonie Portugiesisch-Timor unterwandert und die Unabhängigkeit, die anstand, verhindert werden sollte. 216 Männer der osttimoresischen Partei APODETI, die einen Anschluss Portugiesisch-Timors an Indonesien propagierte, wurden hier als Partisanen ausgebildet. Ihr Kommandant war Tomás Gonçalves. Die portugiesische Verwaltung schickte im Januar 1975 eine Delegation nach Atambua, um die Männer zur Rückkehr nach Portugiesisch-Timor zu bewegen, hatte aber damit keinen Erfolg. Ende April wurde das Team der Kopassandha um 80 Mann verstärkt.
Nach einem missglückten Putschversuch der UDT gegen die FRETILIN am 11. August 1975 in Portugiesisch-Timor, floh Manuel Carrascalão, einer der UDT-Gründer nach Atambua. Carrascalão war später einer der zentralen Befürworter einer Unabhängigkeit Osttimors von der Besatzungsmacht Indonesien.
Am 6. September 2000 wurden drei UNHCR-Mitarbeiter in einem osttimoresischen Flüchtlingslager in Atambua ermordet. Der Weltsicherheitsrat forderte daraufhin Indonesien mit der UN-Resolution 1319 auf, gegen die Milizen, die ihre Basen in Westtimor hatten vorzugehen, sie zu entwaffnen und die Flüchtlingslager und die Grenze zu sichern. Von Atambua aus soll der Osttimorese Tomé Diogo auch im Dezember 2002 Überfälle auf Osttimor durchgeführt haben.

## Verkehr
Am Nordrand der Stadt liegt der Flughafen Atambua. Der nahe gelegene Ort Atapupu dient als Hafen.